# Військово-морський музейний комплекс «Балаклава»
Військово-морський музейний комплекс «Балаклава» — унікальний музейний комплекс, розташований в підземеллях гори Таврос, в штольнях колишнього підземного заводу з ремонту та обслуговування підводних човнів на західному березі Балаклавської бухти.

## Загальні відомості
Так званий, «об'єкт 825 ГТС» — легендована назва підземного комплексу, призначеного для укриття, ремонту та обслуговування підводних човнів 613-го та 633-го проектів, а також для зберігання боєприпасів, призначених для цих субмарин. У каналі довжиною 602 метри підземного об'єкта могло розміститися до семи ПЧ. До складу комплексу входила також ремонтно-технічна база (об'єкт 820), призначена для зберігання та обслуговування ядерної зброї. Після розпаду СРСР об'єкт як військова одиниця втратив свою актуальність і був розформований.
Відкриття військово-морського музейного комплексу «Балаклава» відбулося 1 червня 2003 року.
До військово-морського музейного комплексу входять підземна частина заводу, арсенал, а також морський причал і кілька будівель. До огляду відкриті зони навколо штучного каналу, який проходить гору наскрізь, декілька цехів заводу і арсенал, де зберігалися торпеди та ядерні боєголовки.
План розвитку експозиції музею передбачає створення підводної експозиції в каналі заводу, осушення сухого доку й постановку в нього списаного підводного човна; відновлення приміщень заводу і мінно-торпедної частини та створення в них експозицій, присвячених періоду «холодної війни», історії військово-морської бази та підземного заводу.

## Експозиція музею
Наразі в музеї діє дві експозиції — «Підводні сили Чорноморського флоту 1944—1994 рр.» і «Історія створення і розвитку Військово-Морських Сил України з 1992 р.»
На базі збережених підземних споруд організовані експозиції про історію Військово-Морського Флоту, про підводні сили Чорноморського флоту колишнього СРСР, про військові та політичні аспекти «холодної війни». До огляду відкриті зони вздовж підземного каналу, колишні цехи заводу і арсенал. Представлені моделі бойових кораблів, зразки техніки та озброєння. В одній із штолень знаходиться виставка раритетів Кримської війни 1853—1856 років.

## Робота музею
Час роботи музейного комплексу з 10.00 до 15.00. Вихідний день — понеділок.
Тривалість екскурсії — одна година.
Потрапити до музею з центру Севастополя краще за все автобусом на Балаклаву з 5-го кілометра (кінець проспекту Генерала Острякова).